# Bernat Bertran i Sastre
Bernat Bertran i Sastre (spanisch Bernardo Bertran, * 1774 in Barcelona; † 25. Oktober 1815 in Mataró) war ein katalanischer Komponist der Klassik.

## Leben und Werk
Bertran erhielt seine musikalische Ausbildung an der Kathedrale von Barcelona. Seine Lehrer dort waren wahrscheinlich der Kapellmeister Francesc Queralt und der Organist Carles Baguer. 1796 zog er nach Girona und wurde Sänger (Tenor) im Chor der dortigen Kathedrale. 1797 versuchte er vergeblich, eine Stelle als Musiklehrer in Castelló d’Empúries zu erlangen. 1799 wurde er zum Priester geweiht. 1803 bewarb er sich um die Stelle eines Tenors im Kathedralchor von Barcelona. Er konnte diese Stellung jedoch ebenfalls nicht gewinnen. Von 1808 bis 1814 erlebte er den Napoleonischen Krieg in Girona. 1815 erhielt er eine Stelle als Kapellmeister im Kloster Sant Pere de les Puel·les de Barcelona. Bertran starb jedoch am 25. Oktober desselben Jahres plötzlich auf einer Reise nach Barcelona in Mataró.
Von Bertrans Kompositionen sind acht Werke erhalten. Darunter befinden sich Vertonungen von Psalmen, Responsorien, Rosenkranzgebeten, eine Sinfonie und ein Menuett. Die entsprechenden Dokumente werden in der Biblioteca de Catalunya, im Archiv der Kathedrale von Girona und im Archiv der Kathedrale von Manresa aufbewahrt. Bemerkenswert ist Bertrans Sinfonie in e-Moll von 1798. Deren Ästhetik ist an die deutsche Ästhetik, speziell die Ästhetik Joseph Haydns, angelehnt. Bertrans Werke zeigen auch Merkmale des Galanten Stils und in geringerem Ausmaß auch der Empfindsamkeit und des Sturm und Drang.